# Los Tres Chiflados

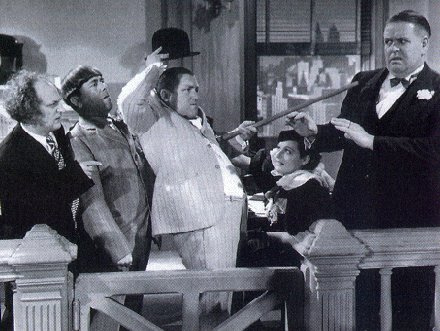
Foto publicitaria del corto Disorder in the Court (1936). A la izq.: Larry Fine, Moe Howard y Curly Howard como The Three Stooges. En el extremo de la derecha, Bud Jamison.

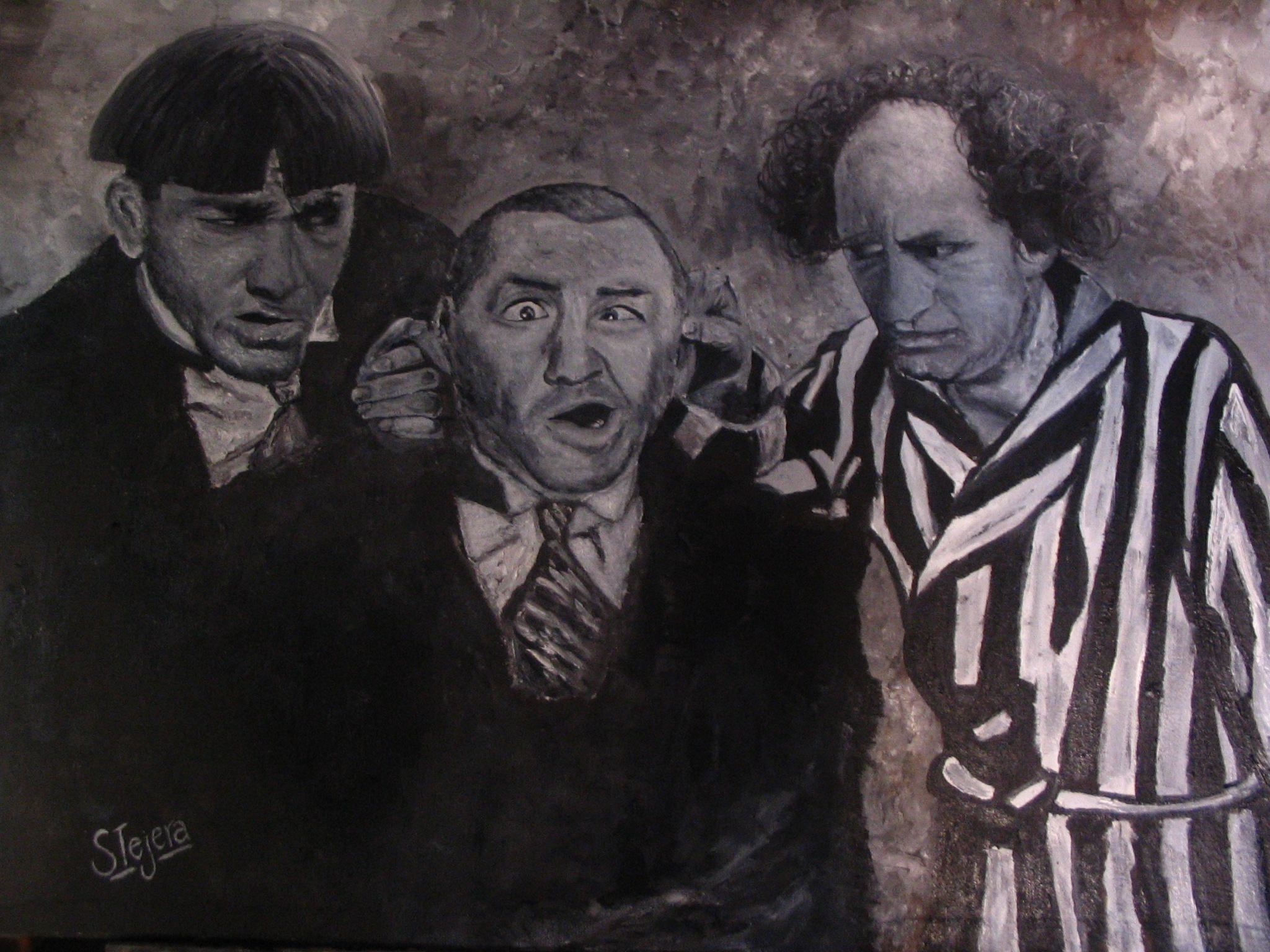
Los Tres Chiflados

Los Tres Chiflados o Los 3 Chiflados (inglés: The Three Stooges o The 3 Stooges) fue un grupo de actores cómicos estadounidenses activo entre 1923 y 1970, que realizaron 190 cortometrajes para Columbia Pictures, emitidos regularmente por televisión desde 1959. Se caracterizaba por su humor absurdo y la comedia física. Seis integrantes han formado parte del equipo a lo largo de su trayectoria (solamente con tres activos en cualquier periodo): Moe Howard y Larry Fine han sido los miembros que han quedado fijos a lo largo de la carrera del trío de casi 50 años y el pivotal «tercer Chiflado» ha sido interpretado (en orden de aparición) por Shemp Howard, Curly Howard, Shemp Howard nuevamente, Joe Besser y Joe DeRita.
El grupo comenzó a inicios de los años 1920 como parte del acto cómico de vodevil denominado como "Ted Healy and His Stooges" ("Ted Healy y sus Chiflados"), consistiendo originalmente de Healy y Moe Howard. Con el paso del tiempo se les unieron el hermano de Moe, Shemp Howard, y luego Larry Fine en 1928. Los cuatro aparecieron en una película, Soup to Nuts, antes de que Shemp hiciera carrera en solitario. Este fue reemplazado por su hermano menor, Jerome "Curly" Howard, en 1932. Dos años después, tras aparecer en algunas películas, el trío abandonó a Healy y firmó un contrato con Columbia Pictures para trabajar en sus propios cortometrajes de comedia, ahora como "Los Tres Chiflados". Desde 1934 hasta 1946, Moe, Larry y Curly produjeron más de noventa cortometrajes de Columbia. Fue durante este período en el que el grupo estuvo en la cúspide de su popularidad.
Curly sufrió un devastador derrame cerebral (ACV) en mayo de 1946, y Shemp regresó, reconstituyendo el plantel original, hasta su muerte por un ataque cardíaco el 22 de noviembre de 1955. El actor Joe Palma fue utilizado para rellenar los cortos de la era de Shemp que faltaban por filmar bajo contrato (en una maniobra denominada posteriormente como el «falso Shemp»). El comediante Joe Besser se unió como el tercer Chiflado por dos años (1956-57), abandonando en 1959 para atender a su convaleciente esposa después de que Columbia terminara su división de cortos. El estudio posteriormente lanzó los cortos vía Screen Gems, la unidad de distribución y estudio de televisión de Columbia. Screen Gems luego pasó los cortos a la televisión, donde los Chiflados se volvieron uno de los actos de comedia más populares de inicios de los años 60.
El actor cómico Joe DeRita fue "Curly-Joe" en 1959, reemplazando a Besser para una nueva serie de largometrajes. Con intensa exposición en televisión, el trío recuperó impulso durante los años 60, particularmente entre los niños, hasta que Larry Fine sufrió un súbito derrame cerebral paralizante en enero de 1970. Larry Fine falleció en 1975 tras una serie de derrames cerebrales. Se hicieron intentos para resucitar a los Chiflados junto al actor de apoyo Emil Sitka en el papel de Larry Fine en 1970, y otra vez en 1975, pero esos intentos llegaron a su fin con la muerte de Moe Howard el 4 de mayo de 1975.

## Historia

### El primer Chiflado
Los Tres Chiflados comenzaron con las ambiciones artísticas de dos jóvenes hermanos judíos nacidos en Brooklyn (Nueva York). Se llamaban Samuel y Harry Moses Horwitz (Howard, de nombre artístico, al comienzo) y estudiaban plomería (Samuel) y electricidad (Harry) en la Escuela de Artes y Oficios Barón de Hirsch de Nueva York.
Pero el verdadero amor de los Horwitz era el teatro. En 1909, Harry consiguió ingresar en el mundo del cine, siendo contratado como recadero para los actores durante las filmaciones en los estudios de la empresa productora Vitagraph. Su insistencia para que lo dejasen actuar le permitió comenzar a aparecer como extra en películas comerciales, junto a grandes artistas del cine mudo de la época: John Bunny, Walter Johnson, Flora Finch, Herbert Rawlinson y Earle William.
En ese mismo año, Harry conoció a un joven llamado Ted Healy. Este estaba también interesado en ser comediante, y, luego de hacerse amigo de Horwitz, buscaron trabajo juntos. Tres años más tarde fueron contratados para participar en el acto de danza acuática de Annette Kellerman como «bailarinas». Trabajaron en ello todo el verano de 1912. Sin embargo, el acto terminó trágicamente cuando una de las bailarinas falleció a causa de un accidente.

### El segundo Chiflado
El hermano de Harry, Samuel, decidió seguir sus pasos y, entre los dos, intentar ingresar al mundo del espectáculo al menos como aficionados. Los dos hermanos comenzaron a hacer actos de vodevil no profesionales, tomando los seudónimos que los harían célebres: Harry Moses pasó a llamarse Moe y Samuel se hizo llamar Shemp. El apodo de este último proviene de que su madre, con fuerte acento europeo, pronunciaba «Shemp» cuando intentaba llamarlo «Sam».

### Se completa el trío: primeros pasos profesionales
En 1923, Moe Howard se reencontró por casualidad con Ted Healy, a quien no había visto durante años. Healy ya había logrado lo que los hermanos Horwitz deseaban: ser un cómico profesional. En aquellos tiempos trabajaba en un teatro de Brooklyn protagonizando un vodevil. Como Ted tenía papeles vacantes en su número, propuso a Moe que se uniera a su compañía, sugerencia que aceptó de inmediato. Al tiempo se incorporó su hermano Shemp. Durante 1924 y 1925, Moe y Shemp formaron parte de un acto cómico secundario dentro del espectáculo de Healy, denominado "Syncopated Toes". El éxito fue tal que Healy rebautizó a su número llamándolo Ted Healy and the Racketeers. Poco tiempo después volvió a cambiar el nombre del grupo a Ted Healy y sus Chiflados (Ted Healy and his Stooges), cuando Shemp y Moe comenzaron a cobrar protagonismo. Otros nombres con los que se los conoció en esa época fueron Ted Healy y sus tres Caballeros Sureños (Ted Healy and his three Southern Gentlemen) y Ted Healy and his Gang. A esta altura, los dos actores principiantes ya habían anglicanizado sus apellidos de Horwitz a Howard, y a partir de entonces se los conoció como Shemp y Moe Howard. Como se ve, también había nacido el nombre del grupo, con el sustantivo Stooges (peleles), que en el mundo hispano se tradujo como «chiflados». Healy y sus Chiflados trabajaron juntos por más de diez años.
Tras un corto período fuera del negocio del espectáculo, Moe regresó con Healy y su hermano Shemp a tiempo para presenciar en 1928 la llegada de un nuevo integrante: otro joven judío llamado Louis Feinberg, que tomaría el nombre artístico de Larry Fine («Larry»).
Además de trabajar en el vodevil, Healy y sus Chiflados consiguieron ingresar al cine con la comedia de 1930 Sopa para los locos (Soup to Nuts), de la Fox (precursora de la 20th Century Fox). Poco después, en medio del espectáculo "The Passing Show of 1932", Healy se retiró del mismo llevándose consigo a Moe y Larry, pero Shemp decidió permanecer en el show. Más tarde, Shemp protagonizó incontables comedias en teatro y cine, fue secundario en numerosas series y fue contratado por la RKO, la MGM, la Universal y Monogram Pictures, entre otras.

### La llegada de Curly
Healy y sus Chiflados echaban en falta el talento de Shemp. En vista de ello, Moe propuso a Ted incorporar al acto al menor de los hermanos Howard, Jerome Lester Horwitz, a quien todos apodaban «Babe». Babe tenía 31 años y lucía un largo cabello castaño y rizado y un enorme bigote. Cuando Healy lo vio por primera vez, le sugirió que su futuro papel podía beneficiarse de un buen afeitado, a lo que Babe accedió, rapándose la cabeza a cero pero conservando el bigote por un tiempo. Así nació el personaje de Curly («Ricitos»), con el que la posteridad lo recordaría para siempre. Healy, Moe, Larry y Curly participaron en diez películas para la MGM (siete en 1933 y tres más en 1934) y en una para la Universal en 1933. Uno de los filmes más famosos en los que intervinieron fue Dancing Lady (La bailarina), que protagonizaron Clark Gable y Joan Crawford.
La primera aparición del trío clásico, con Moe, Larry y Curly, fue en el cortometraje musical Woman Haters, de 1934, conocida en Hispanoamérica como Los odiamujeres. Durante doce años fue esta formación del grupo, en opinión de la mayoría de los aficionados, la que produjo las mejores obras, con libretos más sólidos y situaciones más hilarantes. Sin embargo, a mediados de la década del '40, cuando comenzaba a manifestarse como un obstáculo la vida rumbosa y el alcoholismo de Curly, los estudios Columbia empezaron a realizar remakes o segundas (y hasta terceras) versiones de cortos anteriores, tomando prestadas tomas o escenarios previamente usados, e incluso haciendo aparecer en pantalla a intérpretes secundarios ya fallecidos.
Entre 1941 y 1945, los Tres Chiflados, como otros tantos artistas de Hollywood, se sumaron al esfuerzo de guerra y a las películas de tono propagandístico durante la Segunda Guerra Mundial. Testimonio de ello son cortos como They Stooge to Conga (1943), e incluso la curiosa You Nazty Spy! (1940), donde aparece la primera parodia hollywoodense de Adolf Hitler, interpretada por Moe, anterior en varios meses a El gran dictador de Charlie Chaplin, e incluso a la entrada de los Estados Unidos en el conflicto.

### Vuelve Shemp
En 1946, durante la filmación del corto número 97, Curly sufrió un ACV que forzó su reemplazo por su hermano Shemp, quien había actuado también tanto para Columbia, a veces en solitario y otras acompañando a cómicos hoy casi olvidados como Andy Clyde, como para la Universal, donde fue actor secundario de Abbott y Costello. En este período, Curly haría una aparición especial (cameo, en inglés) en el corto Hold That Lion!: es la única vez que los tres hermanos Howard, además de Larry Fine, estarían juntos en pantalla. Curly también aparecería en Malice in the Palace (1949), pero su rol de cocinero sería eliminado en el montaje final, papel del que solo queda una foto de testimonio. Curly fallecería en 1952.

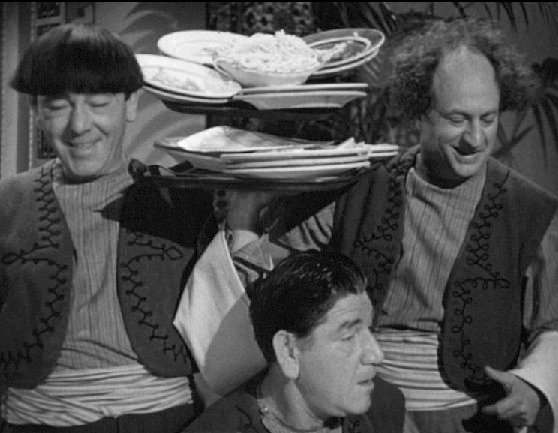
Moe, Shemp y Larry en Malice in the Palace (1949).

Entre 1947 y 1955, e incluso más, como se verá, Shemp actuó junto a Moe y Larry en 77 cortos más, brillando con luz propia y aportando su experiencia actoral y sus amplias dotes de comediante. Durante 1951, el trío filmó Gold Raiders, un mediometraje situado en el Oeste y dirigido por Edward Bernds, el realizador de varios de sus cortos. En esta cinta para United Artists, fueron coprotagonistas junto a George O'Brien. En 1953 el grupo filmó algunos cortos en tres dimensiones, como Pardon My Backfire y Spooks!, los cuales fueron presentados con una gran publicidad.
Sin embargo, los estudios Columbia llevaron casi hasta el hartazgo las remakes de versiones anteriores durante este período. La sorpresiva muerte de Shemp en 1955 no detuvo esta tendencia, sino que incluso provocó situaciones grotescas, ya que la muerte del actor, totalmente inesperada y que amenazaba poner punto final al trío, no fue aceptada fácilmente ni por los sobrevivientes de este ni por la empresa, ya que por contrato quedaban pendientes cuatro cortos por filmarse. En estos cortos de los años 1955 y 1956, el actor secundario Joe Palma personificó a Shemp, escondiendo el rostro de la cámara o desapareciendo inexplicable o sorpresivamente de la acción, ya de por sí muy resentida a causa de la debilidad de los libretos y del montaje de las propias versiones. A este reemplazo se lo conoció como el "falso Shemp" en esos cortos.
El talento de los Tres Chiflados fue utilizado por aquella época de la Guerra Fría en películas donde se caracterizaban en forma bastante basta a personajes de «potencias extranjeras», como el que encarnó Gene Roth en Dunked in the Deep (1949) y su remake Commotion on the Ocean (1956), donde sus rasgos representaban, con poco disimulo, a los del líder soviético Iósif Stalin.

### Aparecen los Joes
En 1956 Joe Besser (ex actor secundario de Universal, 20th Century Fox, Warner Bros. y Columbia, entre otros), que también había aparecido, incluso junto a Shemp, en filmes de Abbott y Costello, fue el tercer integrante que mantuvo al trío en actividad hasta el cierre del departamento de cortos de Columbia, el 20 de diciembre de 1957. Los libretos fueron en el período aún más flojos, sin contar alguna ocasional remake, lo cual, unido al humor excesivamente blanco y amanerado de Besser, hizo que los 16 cortos del trío no fueran tan recordados por algunos de sus admiradores. Sin embargo, un punto a favor de Joe es que con su personaje nunca trató de imitar a Curly o Shemp, y siempre desarrolló su propio estilo. Prueba de ello son sus célebres frases: «¡Eso duele!», «¡No tan rápido!» o «¡Eres un loco!», con las que invariablemente respondía a los abusos del irascible Moe. Fue uno de los pocos en tomar represalias contra el líder flequilludo.
Por sugerencia del mismo Joe, en algunos cortos a Moe y Larry se los ve con el cabello peinado hacia atrás, haciéndolos tener una apariencia más «normal».
Un ataque al corazón sufrido por su esposa Ernie le impidió a Joe ir de gira con los muchachos, por lo que se produce su salida del grupo.
A partir de 1958 y hasta 1970, Curly-Joe DeRita sustituyó a Joe Besser en varios largometrajes para Columbia donde los Tres Chiflados aparecieron en este período: Have Rocket, Will Travel (1959), The Three Stooges Meet Hercules (1962), The Three Stooges in Orbit (1962), The Three Stooges Go Around the World in a Daze (1963) y The Outlaws Is Coming! (1965), en este último compartiendo cartel con Adam West, el futuro Batman. Durante 1961, en medio de un litigio con su estudio, filman para la 20th Century Fox Snow White and the Three Stooges, la única película de los Tres Chiflados en colores y la más cara, ya que su presupuesto final rondó los tres millones y medio de dólares. También figuran en la gran superproducción de 1963 El mundo está loco, loco, loco, donde hacen un cameo como bomberos, y en 4 for Texas (1964), película con Frank Sinatra que los muestra en un sketch junto a Dean Martin y Ursula Andress. En 1965 se produjo una serie de dibujos animados con sus personajes, para la que los mismos Chiflados proporcionaron las voces e incluso filmaron separadores en vivo (en colores): la serie se llamó The New 3 Stooges. Finalmente, la salud de Larry le jugó una mala pasada en 1970, cuando tuvo un ACV que lo dejó imposibilitado de trabajar nuevamente, en plena filmación del piloto en colores para televisión Kook's Tour. Ya para esta época aparecían ante las cámaras notoriamente envejecidos y poco graciosos para sus seguidores.
A pesar de no haber contado nunca con el respaldo de la crítica más académica, los Tres Chiflados fueron y siguieron siendo después inmensamente populares en muchos países del mundo, en donde su humor no había envejecido y aún se disfruta de la comicidad del trío.
Junto a los Tres Chiflados actuaron algunos cómicos de segunda fila que habían conocido grandes épocas, como Bud Jamison y Chester Conklin (que habían actuado junto a Charlie Chaplin años antes), Snub Pollard (que lo había hecho junto a Harold Lloyd), Walter Long (secundario en El nacimiento de una nación, de David Wark Griffith; presente en varias de Laurel y Hardy), Vernon Dent (quien fuera del grupo de Mack Sennett y actuara con Harry Langdon) y otros que con ellos se iniciaron, como Lucille Ball, Christine McIntyre (la rubia casi omnipresente en la era de Curly y Shemp), Emil Sitka y Gene Roth, y otros que incluso habían representado papeles «de carácter» en el cine no cómico, como Symona Boniface y Gino Corrado (quien es claramente reconocible en Ciudadano Kane, de Orson Welles).

### Últimos años (1970-1975)
A finales de 1969, Howard, Fine y DeRita comenzaron la producción de otro episodio piloto de media hora, esta vez para una serie televisiva sindicada de 39 episodios titulada Kook's Tour, una combinación de viaje-sitcom que mostraba a unos Chiflados "retirados" viajando a varios parques nacionales de Estados Unidos. El 9 de enero de 1970, durante la producción del piloto, Larry Fine sufrió un ACV, terminando su carrera como actor junto con los planes para la serie de televisión. El piloto estaba inacabado y faltaron varias tomas clave, pero el productor Norman Maurer editó el material disponible y convirtió al piloto en un especial de 52 minutos que fue lanzado al mercado de video casero de videocassette de Cartrivision en 1973. Es la última película en la que aparecieron los Chiflados y la última actuación conocida del equipo. 
Siguiendo el ACV de Larry Fine, el nieto de Moe Howard, Jeffrey Scott [Maurer], escribió un guion de película titulado Make Love, Not War. En esta historia, Moe Howard, Joe DeRita y Emil Sitka interpretaban a prisioneros de guerra en un campo de concentración japonés de la Segunda Guerra Mundial, planeando una fuga con sus compañeros prisioneros. La película habría sido una salida de la típica comedia chiflada, con humor oscuro y escenas de violencia de guerra, pero la financiación insuficiente impidió que la producción avanzara más allá de la etapa de la escritura. 
En 1973 y en un intento por revivir a los Chiflados, Curly-Joe DeRita invitó a Moe Howard y Paul Mousie Garner (en el papel de Chiflado del medio) a unirse a él en una serie de actos nocturnos. La esposa de Howard, sin embargo, se negó a permitir que su marido envejecido participara. Con la autorización de Moe, DeRita en cambio reclutó al veterano Frank Mitchell del vodevil. Garner había trabajado con Ted Healy como uno de sus "Chiflados de reemplazo" décadas antes. Mitchell apareció en dos cortos de los Chiflados en 1953. El espectáculo se llamó Los Nuevos Tres Chiflados, pero sus apariciones fueron algo escasas y su éxito no se comparaba al obtenido por los primeros largometrajes del trío, por lo que tuvieron que suspender las actuaciones. 
Larry sufrió otro derrame cerebral a mediados de diciembre de 1974, y cuatro semanas más tarde, un ACV aún más masivo. Después de entrar en coma, murió una semana después de una hemorragia cerebral el 24 de enero de 1975. 
Antes de la muerte de Larry, los Chiflados estaban programados para coprotagonizar la película Blazing Stewardesses. Originalmente, Moe y Curly-Joe debían aparecer con Larry, que participaría en una silla de ruedas. Cuando se hizo evidente que Larry no podría participar para octubre de 1974, el popular actor de los cortometrajes Emil Sitka entró como Harry, hermano de Larry. El contrato fue firmado y se tomaron fotos publicitarias, pero una semana antes de la fecha de rodaje (marzo de 1975), se agudizó el cáncer de pulmón de Moe y los Stooges tuvieron que retroceder. El productor Sam Sherman reclutó a los supervivientes Ritz Brothers, quienes reemplazaron a los Stooges y realizaron gran parte de su rutina cómica de actuación, incluyendo la rutina de baile de precisión vista por primera vez en Sing, Baby, Sing (1936), coprotagonizada por el líder original de los Chiflados, Ted Healy. 
Moe Howard había participado de giras y hecho apariciones en universidades hasta poco antes de su deterioro físico y de su consiguiente fallecimiento, el 4 de mayo de 1975. Joe Besser murió de insuficiencia cardíaca el 1 de marzo de 1988, seguido por Joe DeRita de neumonía el 3 de julio de 1993. Emil Sitka murió de un derrame cerebral el 16 de enero de 1998.

## Legado y perspectiva

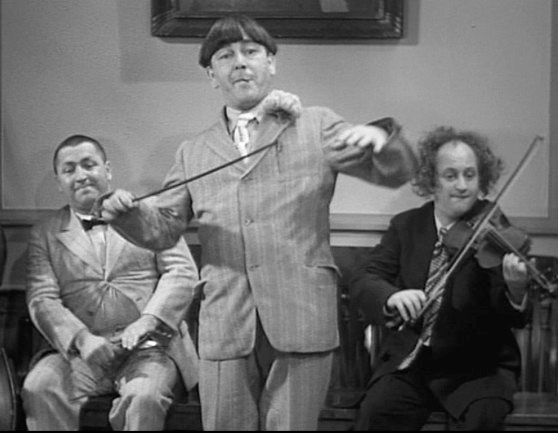
Una escena del episodio "Desorden en la Corte".

Más de medio siglo desde que su último cortometraje fue lanzado, los Tres Chiflados siguen siendo populares entre el público. Sus películas nunca han salido de la televisión estadounidense desde que aparecieron por primera vez en 1958, y siguen encantando a los antiguos aficionados mientras atraen nuevos admiradores. Eran un grupo trabajador de comediantes que nunca fueron los queridos de los críticos, un acto duradero que soportó varios cambios de personal en sus carreras. Los Tres Chiflados no habrían durado tanto como lo hicieron como una unidad sin la mano guiadora de Moe Howard. 
El libro de Ted Okuda y Edward Watz The Columbia Comedy Shorts pone el legado de los chiflados en una perspectiva crítica:
Muchos estudios académicos de la comedia cinematográfica han pasado por alto a los Tres Chiflados enteramente, y no sin un razonamiento válido. Estéticamente, los Stooges violaron todas las reglas que constituyen el "buen" estilo cómico. Sus personajes carecían de la profundidad emocional de Charles Chaplin y Harry Langdon; nunca fueron tan ingeniosos ni sutiles como Buster Keaton. No eran lo suficientemente disciplinados como para sostener largas secuencias cómicas; demasiado a menudo, estaban dispuestos a suspender la escasa estructura narrativa que poseían sus imágenes para insertar una serie de chistes gratuitos. Casi todas las premisas que han empleado (parodias de wésterns, películas de terror, melodramas de disfraces) se ha hecho para mejorar el efecto de otros comediantes. Y sin embargo, a pesar de las abrumadoras probabilidades artísticas contra ellos, fueron responsables de algunas de las mejores comedias jamás hechas. Su humor era la forma no disimulada de comedia baja: no eran grandes innovadores, pero como practicantes de la risa rápida, ponen en segundo lugar a todos. Si el gusto público es un criterio, los Tres Chiflados han sido los reyes de la comedia durante más de cincuenta años. 
Comenzando en los años '80, los Chiflados finalmente comenzaron a recibir el reconocimiento crítico. El lanzamiento de casi todas sus películas en DVD para 2010 ha permitido a los críticos de Joe Besser y Joe DeRita -a menudo los receptores de la reacción negativa de los admiradores importantes- apreciar el estilo único de la comedia que ambos hombres trajeron a los Stooges. Además, el mercado de DVD ha permitido a los aficionados ver el corpus de la película entera como períodos distintos en su larga y distinguida carrera en lugar de comparar un Chiflado con otro (el debate de Curly o Shemp continúa hasta el día de hoy).
El equipo apareció en 220 películas, pero es la durabilidad de los 190 cortos que los Tres Chiflados hicieron en Columbia Pictures lo que actúa como tributo duradero al equipo de comedia. El cómico estadounidense Steve Allen dijo en 1984: "Aunque nunca lograron la aclamación de la crítica, lograron lo que siempre habían intentado hacer: hicieron reír a la gente".

## Efectos de sonido
El uso de efectos de sonido representó un agregado importante para complementar las carencias y los espacios en blanco dejados por una era en la que los efectos especiales dejaban mucho que desear. Un buen ejemplo sería cuando Moe golpea con un martillo a sus compañeros Chiflados, algo que se conseguía al impactar esta herramienta contra un objeto macizo o rígido, dando a entender al televidente que los personajes eran cabezadura o, en muchos casos, incluso huecos de cerebro. Los tambores se usaban para ocasionar el sonido producido ante el golpe ficticio a las zonas bajas del cuerpo, y el violín hacía lo propio para representar al típico piquete de ojos. Cuando determinadas extremidades como los dedos de las manos o de los pies, o la misma nariz eran mordidas, pellizcadas o presionadas, un ruido parecido al ocasionado tras partir una nuez acompañaba de fondo. 
De alguna manera, el ingenioso uso de estos efectos de audio fue lo que propició, en gran medida, el éxito del espectáculo, ya que el prescindir de ellos podría haber desembocado en algo monótono y prejuzgado de violento.

## Éxito mundial

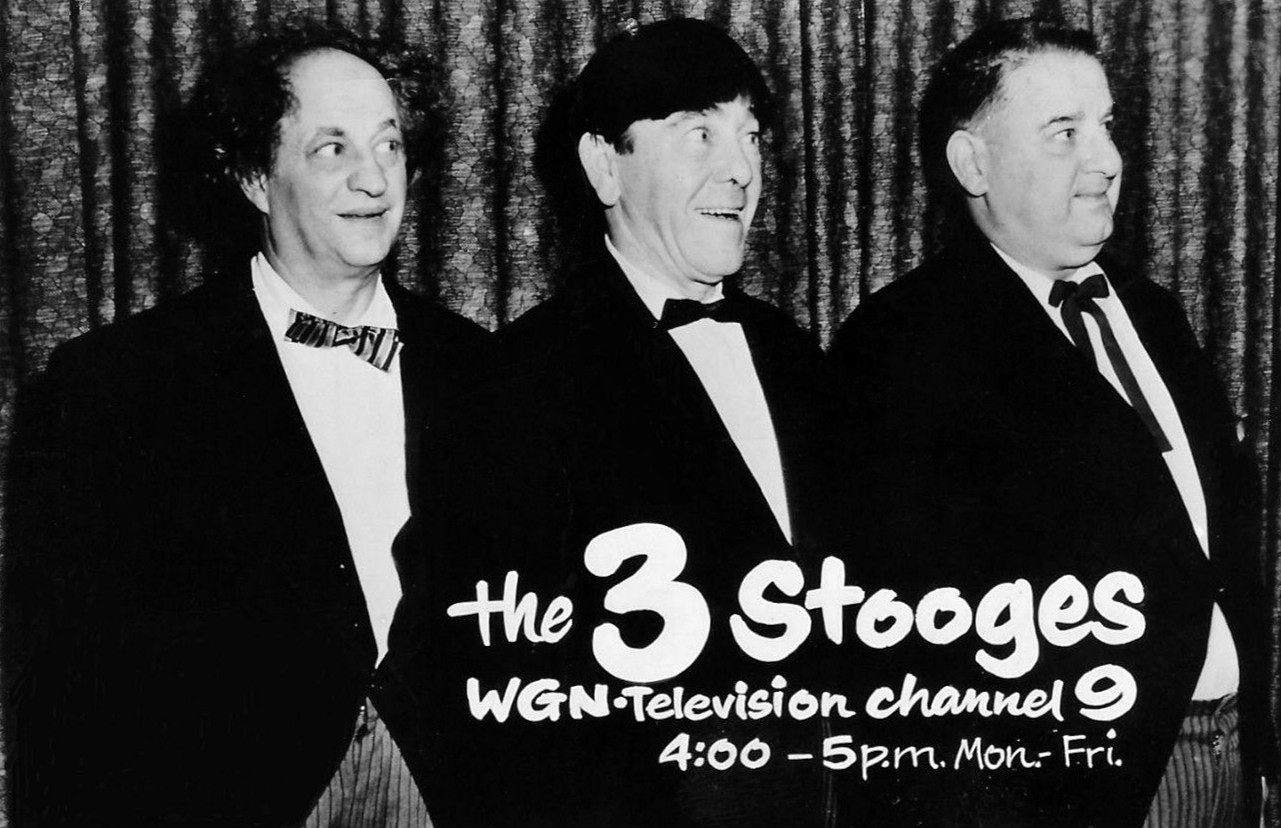
Foto de los Tres Chiflados. Desde la izquierda: w:Larry Fine, w:Moe Howard, and w:Joe DeRita.

La fama que alcanzó el trío que se lució por primera vez con el emblemático Ted Healy allá por el año 1930, y que tuvo su mejor época en las décadas de 1940 y 1950, no solo marcó un antes y un después en el cine clásico y en la comedia épica, sino que supuso un fuerte impacto que no conoció ni conoce de tiempos ni de modas, ni mucho menos de humor y entretenimiento de primera clase. Los Tres Chiflados, originalmente compuestos por Shemp, Larry y Moe, tuvieron en su haber a seis talentosos comediantes que contribuyeron con un estilo especial y característico que supo llamar la atención de un espectador que recibió de una forma simple pero innovadora lo mejor de la comedia jocosa, atrevida y violenta.
Para muchos televidentes, Curly fue el más infantil y natural de todos los Chiflados que actuaron junto a Larry Fine y a Moe Howard. No obstante, Shemp fue un gran favorito del público, y prueba de ello es el rating del que gozó la serie mientras realizaba sus apariciones en escena, tanto antes como después de la aparición de su hermano Curly. Entre 1950 y 1955 (exceptuando 1952), los Tres Chiflados recibieron el Laurel Award, premio a los cortos más taquilleros. Poco antes de la muerte del menor de los Howard, Shemp recibió ofertas para regresar a la pantalla y así evitar el declive del programa. Lo cierto es que pese a su reaparición escénica, la muerte le sorprendió en 1955.
Joe Besser supondría una salida a flote en medio de una crisis que no pudo ponerle fin a las pretensiones de Moe y sus colaboradores. Junto a él, los Chiflados volvieron a reiterar antiguos cortos así como numerosas tomas en las que Joe ocupaba el lugar que anteriormente habían tenido Curly y Shemp.
Por otra parte, la llegada del último actor, Joe DeRita (Curly-Joe), no pudo menos que acompañar el cierre de una emisión televisiva y cinematográfica protagonizada por los ya envejecidos y limitados Larry y Moe.
Pese al fin de los Chiflados, el programa siguió siendo emitido en numerosos países alrededor del mundo y en un sinfín de lenguas y culturas. En este sentido, el éxito ha sobrevivido a sus máximos responsables y ha provocado una vasta cantidad de alusiones en películas y series de televisión a lo largo de los años. 
El 20 de agosto de 1983, por fin se hizo justicia y los Tres Chiflados recibieron su estrella en el Paseo de la Fama de Hollywood. Ante 3000 personas, Joe Besser pronunció un conmovedor discurso y recibió la distinción en nombre del grupo, ya que Curly-Joe DeRita se encontraba enfermo.
En 1985 se rodó un largometraje llamado Stoogemania, aunque no consiguió el seguimiento esperado. Años más tarde tuvo lugar una multitud de homenajes a la memoria de los Chiflados, y hasta una recopilación de los mejores momentos del show y de sus protagonistas, con un análisis pormenorizado de la vida de cada uno de los integrantes.

## Museo
En Iberoamérica, el museo más grande sobre los Tres Chiflados se encuentra en Adrogué , Buenos Aires ( Argentina). Entre libros, cómics raros, juguetes antiguos, discos, merchandising, fotos, autógrafos e ítems personales, el museo cuenta con más de 1600 objetos exhibidos.

## Integrantes
| Años      | Moe | Larry | Shemp | Curly | Joe | Curly Joe |
| --------- | --- | ----- | ----- | ----- | --- | --------- |
| 1930-1932 |     |       |       |       |     |           |
| 1932-1946 |     |       |       |       |     |           |
| 1946-1955 |     |       |       |       |     |           |
| 1956-1958 |     |       |       |       |     |           |
| 1958-1970 |     |       |       |       |     |           |

Moe Howard
Nombre verdadero: Moses Harry Horwitz
Fecha de nacimiento: 19 de junio de 1897
Fecha de defunción: 4 de mayo de 1975 (77 años)
Causa de muerte: Cáncer de pulmón
Años de chiflado: 1923-1925, 1928-1970
Larry Fine
Nombre verdadero: Louis Feinberg
Fecha de nacimiento: 5 de octubre de 1902
Fecha de defunción: 24 de enero de 1975 (72 años)
Causa de muerte: Accidente cerebrovascular
Años de chiflado: 1928-1970
Shemp Howard
Nombre verdadero: Samuel Horwitz
Fecha de nacimiento: 11 de marzo de 1895
Fecha de defunción: 22 de noviembre de 1955 (60 años)
Causa de la muerte: ataque al corazón
Años de chiflado: 1923-1932, 1946-1955
Curly Howard
Nombre verdadero: Jerome Lester Horwitz
Fecha de nacimiento: 22 de octubre de 1903
Fecha de defunción: 18 de enero de 1952 (48 años)
Causa de muerte: Hemorragia cerebral
Años de chiflado: 1932-1946
Joe Besser
Nombre verdadero: Joseph Besser
Fecha de nacimiento: 12 de agosto de 1907
Fecha de defunción: 1 de marzo de 1988 (80 años)
Causa de muerte: Insuficiencia cardiaca
Años de chiflado: 1956-1957
Joe DeRita
Nombre verdadero: Joseph Wardell
Fecha de nacimiento: 12 de julio de 1909
Fecha de defunción: 3 de julio de 1993 (83 años)
Causa de muerte: Neumonía
Años de chiflado: 1958-1970

## Películas

### Primera película
En abril de 2000, se estrenó un telefilme acerca del trío, titulado igual que el trío.
Esta película de temática biográfica, recrea la vida de todos los miembros de los Tres Chiflados (Moe, Larry, Curly, Shemp, Joe y Curly-Joe).

### Segunda película
En abril de 2012 se estrenó en Estados Unidos un largometraje acerca del trío, llamado de igual forma Los tres chiflados. 
La cinta, dirigida por los hermanos Bobby y Peter Farrelly, y producida por 20th Century Fox, cuenta con Sean Hayes en el papel de Larry, Will Sasso interpretando a Curly y Chris Diamantopoulos dándole vida a Moe. Además, aparecen Sofía Vergara, Jane Lynch, Jennifer Hudson y Larry David, entre otras figuras.
Esta primera película sobre el trabajo del trío fue recibido con críticas divididas, si bien es cierto que predominaron los comentarios positivos. Sin embargo, algunos sectores más conservadores del país la catalogaron como anticatólica, por el tratamiento que se dio a la imagen de las religiosas que presentaba.

## Transmisión

### Canales

#### Latinoamérica
- Warner Channel (1995-2001)
- Fox Kids (2001-2003)
- TCM (2004-2013)
- Pluto TV (2020-actual)

#### Argentina
- Telefe (1975; 2001-2009)
- América (1991; 2014-2016)
- Eltrece (1962 -subtitulado, luego doblado en México hasta 1964 y de allí a 1979 como el El Show de Los Tres Chiflados; 1992-1994; 1999-2000; 2021-2023)

#### Chile
- TV+ (1980-1990)
- TVN (2003)
- TV+ (2020-presente)
- UCV TV (2020)

#### Colombia
- Cadena 3 o Canal de Interés Público (1990-1991)
- Canal RCN (1999)
- Canal A (2001 - 2003)

#### Ecuador
- Oromar Televisión (2016-presente)
- Teleamazonas (1985-1986, 2004)
- Telecuatro (1987-1988)
- Gamavisión (1997-1999)
- TC Televisión (1999-2000s)

#### Panamá
- Televisora Nacional (TVN) (1990-2000)

#### Paraguay
- Telefuturo (2008-2011)
- LaTele (2022-presente)

#### Perú
- Panamericana Televisión (1970-1980, -2000)

#### Uruguay
- Teledoce (2005-2006)